# فرانتس اوبراشر
فرانتس اوبراشر (آلمانی: Franz Oberacher؛ زادهٔ ۲۴ مارس ۱۹۵۴) بازیکن فوتبال اهل اتریش بود.
از باشگاه‌هایی که در آن بازی کرده‌است می‌توان به باشگاه فوتبال آزد آلکمار و باشگاه فوتبال نورنبرگ اشاره کرد.
وی همچنین در تیم ملی فوتبال اتریش بازی کرده‌است.